# Southam
Southam to miasto leżące w południowo-zachodniej Anglii, w hrabstwie Warwickshire, w dystrykcie Stratford-on-Avon. W 2011 roku civil parish liczyła 6567 mieszkańców. Southam jest wspomniana w Domesday Book (1086) jako Sucham.